# カオロック県
カオロック県（カオロックけん、ベトナム語：Huyện Cao Lộc / 縣高祿?）は、ベトナムランソン省の県である。中華人民共和国広西チワン族自治区憑祥市上石鎮に隣接している。

## 行政区画
以下の2市鎮20社を管轄する。
- カオロック市鎮（Cao Lộc / 高祿）
- ドンダン市鎮（Đồng Đăng / 同登）
- バオラム社（Bảo Lâm / 保林）
- ビンチュン社（Bình Trung / 平中）
- カオラウ社（Cao Lâu / 高樓）
- コンソン社（Công Sơn / 功山）
- ザーカット社（Gia Cát / 嘉吉）
- ハイイエン社（Hải Yến / 海晏）
- ホアクー社（Hòa Cư / 和居）
- ホンフォン社（Hồng Phong / 鴻豐）
- ホプタイン社（Hợp Thành / 合城）
- ロックイエン社（Lộc Yên / 祿安）
- マウソン社（Mẫu Sơn / 牡山）
- フーサー社（Phú Xá / 富舍）
- タンリエン社（Tân Liên / 新連）
- タンタイン社（Tân Thành / 新城）
- タックダン社（Thạch Đạn / 石磾）
- タインロア社（Thanh Lòa / 清螺）
- トゥイフン社（Thụy Hùng / 瑞雄）
- スアットレー社（Xuất Lễ / 出禮）
- スアンロン社（Xuân Long / 春隆）
- イエンチャック社（Yên Trạch / 安澤）